# Hasbro
Hasbro (NYSE HAS) és una empresa estatunidenca que fabrica i distribueix ninos (com en Mr. Potato Head) i jocs de taula. Fundada el 1923, és una de les companyies més importants del sector, en aliança amb Avalon Hill des del 1998. Les seves vendes només estan superades per Mattel, gràcies a les nines Barbie.

## Marques i jocs de Hasbro
En aquesta llista s'inclouen alguns dels èxits de Hasbro:
- Monopoly
- Action Man
- G.I. Joe
- Pokémon
- Cranium
- Transformers
- Cluedo
- Magic
- My Little Pony
- Pictionary
- Risk
- Tabú (joc de taula)
- Scrabble
- Boggle
- Trivial Pursuit
- Roller Coaster Tycoon
- Micro Machines
- Rummikub
- ¿Quién es quién?
- The Game of Life